# Kindskatarevet
Kindskatarevet is een Zweeds eiland behorend tot de Lule-archipel. Het ligt 1 kilometer vanuit de kust van het Zweedse vasteland. Het heeft geen vaste oeververbinding en is onbebouwd.